# Scania 16-liter
Scania 16-liter är en Scaniamotor med åtta cylindrar och motoreffekt mellan 520 och 770 hästkrafter som uppfyller Euro 6.